# 1. florbalová liga mužů 2023/2024
1. florbalová liga mužů 2023/2024 byla 31. ročníkem druhé nejvyšší mužské florbalové soutěže v Česku. 
Základní část soutěže hrálo 14 týmů dvakrát každý s každým. Zvítězil v ní tým Kanonýři Kladno.
Kanonýři Kladno se stali i konečným vítězem ročníku, po porážce týmu Bulldogs Brno ve finále. Kladno se tak vrátilo po sedmi letech do nejvyšší soutěže. V 1. lize ho v následující sezóně nahradil sestupující superligový tým Butchis. Bulldogs uspěli v superligové baráži proti týmu Sokoli Pardubice a po pěti sezónách také postoupili zpět.
1. liga měla v této sezóně čtyři nové účastníky. V minulé sezóně sestoupil po dvanácti letech v Superlize do 1. ligy tým Panthers Otrokovice. Z Národní ligy naopak postoupily tři týmy. Jako vítěz skupiny Západ to byl tým ASK Orka Čelákovice, který se do druhé nejvyšší soutěže vrátil po 16 letech. FBC Vikings Kopřivnice jako vítěz skupiny Východ podstoupil práva na 1. ligu semifinalistovi, týmu FbC Hradec Králové, který tak poprvé hrál druhou nejvyšší soutěž. Obdobně vítěz baráže, tým S.K. P.E.M.A. Opava, podstoupil práva týmu DDQ Florbal Chomutov, který vypadl v play-down minulého ročníku.
Po prohře v play-down tohoto ročníku sestoupily po čtyřech resp. dvou sezónách v 1. lize do Národní ligy týmy FBC Letka Toman Finance Group a FbC Plzeň. V následující sezóně byly nahrazeny vítězi skupin tohoto ročníku Národní ligy, týmy FBŠ SLAVIA Fat Pipe Plzeň a FBC Vikings Kopřivnice. Slavia Plzeň do 1. ligy postoupila poprvé, Kopřivnice se vrátily po 10 sezónách v nižší soutěži. Z baráže sestoupil po 11 letech tým FAT PIPE Start98 a neuspěl ani nováček z Čelákovic. Naopak se po pěti a dvou letech vrátily týmy Florbal Primátor Náchod a Torpedo Havířov.

## Základní část
V základní části se všechny týmy od 2. září 2023 do 17. února 2024 utkaly dvakrát každý s každým.
| Poř. | Tým                             | Z  | V  | VP | PP | P  | VG  | OG  | B  |
| ---- | ------------------------------- | -- | -- | -- | -- | -- | --- | --- | -- |
| 1.   | Kanonýři Kladno                 | 26 | 17 | 3  | 1  | 5  | 185 | 92  | 58 |
| 2.   | Bulldogs Brno                   | 26 | 18 | 0  | 3  | 5  | 192 | 127 | 57 |
| 3.   | Florbal Ústí                    | 26 | 15 | 4  | 2  | 5  | 145 | 100 | 55 |
| 4.   | Goldea Panthers Otrokovice      | 26 | 14 | 3  | 3  | 6  | 127 | 100 | 51 |
| 5.   | FbC Respect Hradec Králové      | 26 | 12 | 3  | 1  | 10 | 161 | 164 | 43 |
| 6.   | DDQ Florbal Chomutov            | 26 | 12 | 1  | 4  | 9  | 153 | 139 | 42 |
| 7.   | Sokol Brno I EMKOCase Gullivers | 26 | 12 | 2  | 1  | 11 | 138 | 121 | 41 |
| 8.   | TJ Znojmo LAUFEN CZ             | 26 | 11 | 2  | 2  | 11 | 119 | 133 | 39 |
| 9.   | FBŠ Hummel Hattrick Brno        | 26 | 9  | 4  | 2  | 11 | 132 | 122 | 37 |
| 10.  | FBC Štíři Č. Budějovice         | 26 | 7  | 4  | 1  | 14 | 126 | 175 | 30 |
| 11.  | FBC Letka Toman Finance Group   | 26 | 7  | 1  | 3  | 15 | 108 | 162 | 26 |
| 12.  | FbC Plzeň                       | 26 | 6  | 2  | 3  | 15 | 107 | 169 | 25 |
| 13.  | FAT PIPE Start98                | 26 | 6  | 1  | 4  | 15 | 123 | 154 | 24 |
| 14.  | ASK Orka Čelákovice             | 26 | 4  | 2  | 2  | 18 | 115 | 173 | 18 |

## Play-off
Prvních šest týmů po základní části postoupilo přímo do čtvrtfinále play-off. Týmy na sedmém a desátém a týmy na osmém a devátém místě hrály od 24. do 28. února 2024 na dvě vítězná utkání o poslední dvě místa ve čtvrtfinále.
Pro čtvrtfinále si 28. února první tři týmy po základní části postupně zvolily soupeře z druhé čtveřice postupujících. Od čtvrtfinále se jednotlivá kola play-off hrála na tři vítězné zápasy. Čtvrtfinále se konalo od 2. do 10. března 2024, semifinále od 16. do 27. března a finále od 30. března do 13. dubna.

### Pavouk
|  | Osmifinále (na zápasy)  | Osmifinále (na zápasy)  | Osmifinále (na zápasy) |  |  | Čtvrtfinále (na zápasy) | Čtvrtfinále (na zápasy) | Čtvrtfinále (na zápasy) |   |                 | Semifinále (na zápasy) | Semifinále (na zápasy) | Semifinále (na zápasy) |  |  | Finále (na zápasy) | Finále (na zápasy) | Finále (na zápasy) |
|  |                         |                         |                        |  |  |                         |                         |                         |   |                 |                        |                        |                        |  |  |                    |                    |                    |
|  |                         |                         |                        |  |  |                         |                         |                         |   |                 |                        |                        |                        |  |  |                    |                    |                    |
|  |                         |                         |                        |  |  | Kanonýři Kladno         | Kanonýři Kladno         | 3                       |   |                 |                        |                        |                        |  |  |                    |                    |                    |
|  | Sokol Brno I Gullivers  | Sokol Brno I Gullivers  | 2                      |  |  | Sokol Brno I Gullivers  | Sokol Brno I Gullivers  | 1                       |   |                 |                        |                        |                        |  |  |                    |                    |                    |
|  | FBC Štíři Č. Budějovice | FBC Štíři Č. Budějovice | 1                      |  |  |                         |                         |                         |   | Kanonýři Kladno | Kanonýři Kladno        | 3                      |                        |  |  |                    |                    |                    |
|  |                         |                         |                        |  |  |                         | Panthers Otrokovice     | Panthers Otrokovice     | 2 |                 |                        |                        |                        |  |  |                    |                    |                    |
|  |                         |                         |                        |  |  | Panthers Otrokovice     | Panthers Otrokovice     | 3                       |   |                 |                        |                        |                        |  |  |                    |                    |                    |
|  |                         |                         |                        |  |  | FbC Hradec Králové      | FbC Hradec Králové      | 0                       |   |                 |                        |                        |                        |  |  |                    |                    |                    |
|  |                         |                         |                        |  |  |                         |                         |                         |   |                 | Kanonýři Kladno        | Kanonýři Kladno        | 3                      |  |  |                    |                    |                    |
|  |                         |                         |                        |  |  |                         | Bulldogs Brno           | Bulldogs Brno           | 2 |                 |                        |                        |                        |  |  |                    |                    |                    |
|  |                         |                         |                        |  |  | Bulldogs Brno           | Bulldogs Brno           | 3                       |   |                 |                        |                        |                        |  |  |                    |                    |                    |
|  |                         |                         |                        |  |  | DDQ Florbal Chomutov    | DDQ Florbal Chomutov    | 1                       |   |                 |                        |                        |                        |  |  |                    |                    |                    |
|  |                         |                         |                        |  |  |                         |                         |                         |   | Bulldogs Brno   | Bulldogs Brno          | 3                      |                        |  |  |                    |                    |                    |
|  |                         |                         |                        |  |  |                         | Florbal Ústí            | Florbal Ústí            | 1 |                 |                        |                        |                        |  |  |                    |                    |                    |
|  |                         |                         |                        |  |  | Florbal Ústí            | Florbal Ústí            | 3                       |   |                 |                        |                        |                        |  |  |                    |                    |                    |
|  | TJ Znojmo LAUFEN CZ     | TJ Znojmo LAUFEN CZ     | 2                      |  |  | TJ Znojmo LAUFEN CZ     | TJ Znojmo LAUFEN CZ     | 0                       |   |                 |                        |                        |                        |  |  |                    |                    |                    |
|  | FBŠ Hattrick Brno       | FBŠ Hattrick Brno       | 1                      |  |  |                         |                         |                         |   |                 |                        |                        |                        |  |  |                    |                    |                    |

### Baráž
Poražený finalista, tým Bulldogs Brno, uspěl v superligové baráži proti týmu Sokoli Pardubice a postoupil do nejvyšší soutěže.

## Play-down
Týmy na 11. a 14. a týmy na 12. a 13. místě spolu hrály v play-down na čtyři vítězné zápasy od 2. do 24. března 2024. Poražené týmy sestoupily přímo do Národní ligy. Vítězné týmy hrály od 20. do 28. dubna baráž na tři vítězné zápasy s poraženými finalisty skupin tohoto ročníku Národní ligy.

### 1. kolo
FBC Letka Toman Finance Group – ASK Orka Čelákovice 0 : 4 na zápasy
FbC Plzeň – FAT PIPE Start98 0 : 4 na zápasy

### Baráž
FAT PIPE Start98 – Florbal Primátor Náchod 1 : 3 na zápasy
ASK Orka Čelákovice – Torpedo Havířov 1 : 3 na zápasy

## Konečné pořadí
| Pořadí           | Tým                             |
| ---------------- | ------------------------------- |
| Zlatá medaile    | Kanonýři Kladno                 |
| Stříbrná medaile | Bulldogs Brno                   |
| Bronzová medaile | Florbal Ústí                    |
| 4.               | Goldea Panthers Otrokovice      |
| 5.               | FbC Respect Hradec Králové      |
| 6.               | DDQ Florbal Chomutov            |
| 7.               | Sokol Brno I EMKOCase Gullivers |
| 8.               | TJ Znojmo LAUFEN CZ             |
| 9.               | FBŠ Hummel Hattrick Brno        |
| 10.              | FBC Štíři Č. Budějovice         |
| 11.              | FAT PIPE Start98                |
| 12.              | ASK Orka Čelákovice             |
| 13.              | FBC Letka Toman Finance Group   |
| 14.              | FbC Plzeň                       |